# Diguinho
Rodrigo Oliveira de Bittencourt (Canoas, 20 de março de 1983), mais conhecido como Diguinho, é um ex-futebolista brasileiro que atuava como volante.

## Carreira
Diguinho começou no futebol no Clube Scottá, na cidade de Canoas, e após boas atuações contra a base do Internacional, passou algum tempo na base do clube gaúcho; no entanto, acabou dispensando.

### Botafogo
Chegou ao Botafogo em abril de 2005, vindo do Mogi Mirim. Encontrou dificuldades nos primeiros momentos no alvinegro, sendo bastante criticado. Em 2006, fez parte do elenco campeão carioca pelo clube. Uma curiosidade é que apesar de estar desde 2005 no Botafogo, marcou seu primeiro gol apenas em 2007, num amistoso contra a Desportiva Capixaba.
Após passar boa parte do ano de 2007 na reserva de Leandro Guerreiro e ser atrapalhado por uma grave lesão que o afastou dos gramados por três meses, Diguinho conseguiu a condição de titular no início do ano seguinte. Jogando ao lado de Túlio Guerreiro, o volante encontrou seu melhor futebol atuando à frente da zaga e caiu, definitivamente, nas graças da torcida.

### Fluminense
Contratado pelo Fluminense em fevereiro de 2009, Diguinho viveu a melhor fase da sua carreira no clube tricolor. Após superar uma tuberculose que o atrapalhou em sua adaptação ao time, o volante participou da arrancada que evitou o rebaixamento do clube, além de ter sido vice-campeão da Copa Sul-Americana de 2009, fazendo o primeiro gol da final contra LDU.
Em 2010, deu prosseguimento à sua boa fase e foi recompensado com o título do Campeonato Brasileiro, mais uma vez sendo peça importante da equipe, e escrevendo seu nome na história do Fluminense.
Completou 150 partidas pelo Fluminense no dia 21 de outubro de 2012, sendo o terceiro jogador do elenco com mais partidas pelo clube. Acabou cometendo um pênalti contra o Flamengo no dia 30 de outubro, pela 27ª rodada, mas seu companheiro Diego Cavalieri defendeu a cobrança do argentino Darío Bottinelli, ajudando o Fluminense a vencer por 1 a 0.
Disputou seu primeiro jogo em 2013 no dia 20 de janeiro, contra o Nova Iguaçu, pelo Campeonato Carioca. Foi diagnosticado com estiramento na coxa esquerda no dia 5 de abril.
No dia 30 de março de 2014, o volante completou 200 jogos com a camisa do Flu.
Após o patrocinador master do Fluminense deixar o clube por problemas financeiros, Diguinho não teve seu vínculo renovado e deixou a equipe. O jogador chorou no jogo de despedida.

### Vasco da Gama
Após o término do Campeonato Carioca de 2015, Diguinho acertou com o Vasco da Gama.
Encostado desde novembro de 2016 devido às suas más atuações, o volante teve seu contrato encerrado com o Vasco e deixou o clube no dia 31 de maio de 2017.

### São Paulo-RS
No dia 9 de janeiro de 2018, o Sport Club São Paulo anunciou Diguinho como seu novo reforço para a disputa do Campeonato Gaúcho.

## Vida pessoal

### Absolvição de acusação de contrabando e lavagem de dinheiro
Os jogadores Diguinho, ex-Fluminense, e Emerson Sheik, ex-Corinthians, foram denunciados pelo Ministério Público Federal por lavagem de dinheiro e contrabando. Os dois estariam sendo investigados pela compra de um veículo importado de forma ilegal dos Estados Unidos. Segundo a matéria do jornal O Dia, Emerson declarou uma BMW X6 que teria sido trazida ao país pela máfia dos caça-níqueis por R$ 200 mil, enquanto o carro valeria R$ 300 mil. Depois de três meses, ele vendeu o veículo a uma loja por R$ 160 mil. O mesmo carro foi comprado por Diguinho por R$ 200 mil, devolvido dias depois e comprado pelo mesmo atleta novamente horas depois. O carro foi apreendido pela Polícia Federal, e a ação gerou uma contradição nos depoimentos de Diguinho e Emerson. Enquanto o ex-jogador do Fluminense disse que conversou por telefone com Emerson sobre o incidente e que os dois se encontraram, Emerson afirmou que eles só trocaram mensagens de texto. Os jogadores, que atuaram juntos até o início de 2011, no Fluminense, poderiam desfalcar seus times em partidas da Copa Libertadores devido à denúncia. Isso porque, caso tornassem-se réus teriam de pedir permissão para deixar o país. Sendo condenados pegariam de quatro a catorze anos de prisão.
Os dois jogadores foram absolvidos da acusação em agosto de 2013, por falta de provas e indícios de que não teriam conhecimento do fato, tendo atuado apenas como compradores. No mesmo ano de 2013, Diguinho (que comprou de Emerson Sheik a BMW X6, em 2010) entrou com um processo contra Sheik por danos morais e materiais, por conta de uma compra de uma BMW X6, em 2010 (vendida por Sheik), que lhe rendeu uma denuncia por contrabando e lavagem de dinheiro e durante três anos teve de prestar depoimentos ao MPF, à Receita Federal e a à Justiça Federal. Em março de 2017, a sentença finalmente saiu, e Emerson foi condenado pela Justiça a pagar 466 mil reais (além de juros) a Diguinho.

## Estatísticas
Atualizadas até 7 de dezembro de 2014

### Clubes
| Clube             | Temporada         | Campeonato nacional | Campeonato nacional | Copa nacional[a] | Copa nacional[a] | Competições continentais[b] | Competições continentais[b] | Outros torneios[c] | Outros torneios[c] | Total | Total |
| Clube             | Temporada         | Jogos               | Gols                | Jogos            | Gols             | Jogos                       | Gols                        | Jogos              | Gols               | Jogos | Gols  |
| ----------------- | ----------------- | ------------------- | ------------------- | ---------------- | ---------------- | --------------------------- | --------------------------- | ------------------ | ------------------ | ----- | ----- |
| Fluminense        | 2009              | 24                  | 0                   | —                | —                | 10                          | 1                           | 6                  | 1                  | 40    | 2     |
| Fluminense        | 2010              | 21                  | 0                   | 6                | 0                | —                           | —                           | 14                 | 0                  | 41    | 0     |
| Fluminense        | 2011              | 17                  | 0                   | —                | —                | 8                           | 0                           | 13                 | 0                  | 38    | 0     |
| Fluminense        | 2012              | 13                  | 0                   | —                | —                | 7                           | 0                           | 11                 | 0                  | 31    | 0     |
| Fluminense        | 2013              | 22                  | 0                   | 2                | 0                | 1                           | 0                           | 7                  | 0                  | 32    | 0     |
| Fluminense        | 2014              | 20                  | 0                   | 2                | 0                | 1                           | 0                           | 13                 | 0                  | 36    | 0     |
| Fluminense        | Total             | 136                 | 0                   | 10               | 0                | 27                          | 1                           | 45                 | 1                  | 218   | 2     |
| Vasco da Gama     | 2015              | 0                   | 0                   | 0                | 0                | 0                           | 0                           | 0                  | 0                  | 0     | 0     |
| Vasco da Gama     | Total             | 0                   | 0                   | 0                | 0                | 0                           | 0                           | 0                  | 0                  | 0     | 0     |
| Total na carreira | Total na carreira | 136                 | 0                   | 10               | 0                | 27                          | 1                           | 45                 | 1                  | 218   | 2     |

- a. ^ Jogos da Copa do Brasil
- b. ^ Jogos da Copa Libertadores
- c. ^ Jogos do Campeonato Carioca

## Títulos
Botafogo
- Taça Guanabara: 2006
- Campeonato Carioca: 2006
- Taça Rio: 2007 e 2008

Fluminense
- Campeonato Brasileiro: 2010 e 2012
- Taça Guanabara: 2012
- Campeonato Carioca: 2012

Vasco da Gama
- Taça Guanabara: 2016
- Campeonato Carioca: 2016

### Prêmios individuais
- Terceiro Melhor volante do Campeonato Carioca: 2012